# Tomasz Pasikowski
Tomasz Zenon Pasikowski (ur. 1 stycznia 1959 w Grudziądzu) – polski menedżer, ekonomista, samorządowiec i urzędnik państwowy, wiceprezydent (1990–1994) i prezydent (1995–1998) Grudziądza, członek Zarządu Narodowego Banku Polskiego (2001–2007), prezes Przewozów Regionalnych (2014–2016).

## Życiorys
Ukończył studia ekonomiczne (1984) oraz prawnicze (1989) na Uniwersytecie Gdańskim. Został członkiem Towarzystwa Ekonomistów Polskich. W latach 1990–1994 sprawował funkcję wiceprezydenta Grudziądza, następnie od 1995 do 1998 prezydenta tego miasta z ramienia Unii Wolności. W 1993 bez powodzenia kandydował do Sejmu z listy Unii Demokratycznej. Zasiadał również w radzie miejskiej. W latach 1998–2001 pracował na stanowisku dyrektora generalnego Ministerstwa Finansów. Od 2001 do 2007 zasiadał w Zarządzie Narodowego Banku Polskiego.
W latach 2007–2014 był dyrektorem zarządzającym BRE Banku, a w 2014 doradcą zarządu mBanku. Członek rad nadzorczych, m.in. Narodowego Funduszu Inwestycyjnego Zachodni, Krajowej Izby Rozliczeniowej, PL.2012+ i innych. W latach 2007–2013 był członkiem rady Forum Obywatelskiego Rozwoju.
W 2014 powołany na stanowisko prezesa zarządu i dyrektora generalnego Przewozów Regionalnych. 10 marca 2016 złożył rezygnację z pełnienia tych funkcji w Przewozach Regionalnych. W marcu 2017 został prezesem TARR Centrum Innowacyjności. W grudniu 2019 powołany do zarządu Miejskich Wodociągów i Oczyszczalni w Grudziądzu, od stycznia 2020 jako prezes zarządu tego przedsiębiorstwa.

## Odznaczenia
W 2006 otrzymał odznakę honorową „Za zasługi dla bankowości Rzeczypospolitej Polskiej”.